# Nazionale maschile di rugby a 15 di Andorra
La nazionale di rugby andorrana è stata fondata nel 1985; i suoi giocatori sono soprannominati Els Isards, dal nome locale del camoscio dei Pirenei.

## Storia
La Federazione andorrana di rugby (FAR), che è stata la prima federazione andorrana di uno sport di squadra, è stata fondata nel 1985 ed è divenuta membro dell'IRB nel 1991.

La nazionale disputò il suo primo incontro internazionale l'8 novembre 1987 contro il Lussemburgo, vincendo 22-3.

È stata promossa nel Gruppo B della FIRA nel 1990 dopo la sua vittoria per 9-3 contro la Jugoslavia a Spalato.

Nel 1999 è arrivata prima nel suo gruppo nell'ambito del primo turno di qualificazione della Coppa del Mondo, prima di incontrare il Portogallo, la Germania, la Repubblica Ceca e la Spagna, squadra che si è poi qualificata.

Nelle qualificazioni alla Coppa del Mondo del 2007 la squadra è riuscita a passare i due primi turni preliminari e si è ritrovata nel gruppo A del 3º turno preliminare insieme a Spagna, Moldavia, Paesi Bassi e Polonia. Con quattro sconfitte è stata però eliminata. Ha comunque conquistato la promozione alla Divisione 2 del Campionato Europeo 2006-08.

Attualmente è inserita nella Conference 2 del Campionato Rugby Europe.

Il movimento rugbystico andorrano conta 3 club e circa 150 iscritti.

## Risultati
- 1987-89 - Coppa FIRA: 2. nella terza divisione
- 1989-90 - Coppa FIRA: 1. nella terza divisione - promossa alla seconda divisione
- 1990-92 - Coppa FIRA: 4. nel girone 2 della seconda divisione
- 1992 - Qualificazioni mondiali: 3. nel girone B del turno preliminare della zona europea
- 1992-94 - Coppa FIRA: 4. nella divisione 2/A
- 1995-96 - Coppa FIRA: 2. nel girone "plate" della 2. divisione
- 1996-97 - 1. turno qual. mondiali: 1. nella pool C, qualificata al secondo turno
- 1997-98 - 2. turno qual. mondiali: 5. nella pool B, eliminata
- 1998-99 - Torneo FIRA: 5. nella 4. divisione
- 1999-00 - Campionato europeo: 2. nel girone 1 della 4. divisione
- 2000-01 - Qualificazioni mondiali: 3 nella pool 1 - eliminata
- 2001-02 - Campionato europeo: 4. nella divisione 3/A
- 2002-04 - Campionato europeo: iscritta alla divisione 3/A, si ritira per l'ineleggibilità di molti giocatori di origine francese
- 2004 - 1. turno qual. mondiali: elimina la Norvegia, ammessa al secondo turno
- 2004-05 - 2. turno qual. mondiali: 3. nel girone A, ammessa ai play off
- 2005 - play off qual. mondiali: ammessa al 4. turno (elimina la Svezia)
- 2005-06 - 3. turno qual. mondiali: 5º nel girone "A" - eliminata
- 2006-08 - Camp. europeo: partecipa alla divisione 2/A
- 2008-10 - Camp. europeo: partecipa alla divisione 3/A[5]
- 2010-12 - Camp. europeo: partecipa alla divisione 2/B
- 2012-14 - Camp. europeo: partecipa alla divisione 2/B
- 2014-16 - Camp. europeo: partecipa alla divisione 2/B
- 2016-17 - Camp. Rugby Europe: partecipa alla Conference 1 Sud
- 2017-18 - Camp. Rugby Europe: partecipa alla Conference 1 Sud
- 2018-19 - Camp. Rugby Europe: partecipa alla Conference 2 Sud

## Lista degli allenatori
- Jordi Beal
- Jeannot Martinho